# 上原淳道
上原 淳道（うえはら ただみち、1921年8月20日 - 1999年11月27日）は、日本の中国史学者。中国古代史専攻。東京大学教授、関東学院大学教授などを歴任。

## 経歴
上原専禄の長男として東京府北豊島郡滝野川（現・北区滝野川）に生まれる。1942年第一高等学校卒業、東京帝国大学文学部東洋史学科入学。しかし、太平洋戦争の戦局悪化により、1943～1945年学徒兵として従軍。
戦後、1948年に東京大学卒業、同大学院に入学。1953年より母校の東京大学教養学部専任講師となり、1955年助教授、1967年教授。1982年に定年退官。名誉教授の称号を辞退し、その後は関東学院大学教授として教鞭をとった。1987年に関東学院大学も退職。1999年、脳出血により逝去。

## 人物・研究活動
- 中国史学者であったが、政治状況もあり一度も中国大陸へ渡らなかった。
- 1961年フォード財団、アジア財団(The Asia Foundation)の日本での中国研究者資金供与問題では、強く反対した。
- 「読書雑記」として、1963年から死去まで毎月ガリ版刷（のちコピー）の一枚通信を刊行し続けた。「読書雑記」は上原淳道が信頼できると判断した人にしか送付されず、信頼できないとみなされた者は途中で送付を打ち切られたという[1]。没後に勝子夫人により私家版で、全441号を複写収録した単行本が発行された。

## 著書
- 『政治の変動期における学者の生き方 上原淳道著作選1』上原淳道を読む会編 研文出版 1980 全国書誌番号:80016488
- 『「夜郎自大」について 上原淳道著作選2』上原淳道を読む会編　研文出版 1982 全国書誌番号:82034428
- 『上原淳道中国史論集』柳田節子ほか編 汲古書院 1993 ISBN 4762924644
- 『上原淳道読書雑記』上原勝子 2001 全国書誌番号:20349088

### 翻訳
- 郭沫若『中国古代の思想家たち』野原四郎、佐藤武敏共訳 岩波書店 1957 全国書誌番号:20501209

## 参考
- 『読書雑記』巻末年譜
- 山根幸夫「上原淳道氏の思い出」(山根幸夫『続中国研究に生きて』汲古書院　2001年　収録)